# Popovice (Všeruby)
Popovice jsou malá vesnice, část města Všeruby v okrese Plzeň-sever v Plzeňském kraji. Nachází se asi pět kilometrů západně od Všerub. Je zde evidováno 21 adres. V roce 2011 zde trvale žilo 21 obyvatel.
Popovice leží v katastrálním území Popovice u Chrančovic o rozloze 2,4 km2.

## Historie
První písemná zmínka o vesnici pochází z roku 1242.

## Obyvatelstvo
| Rok            | 1869 | 1880 | 1890 | 1900 | 1910 | 1921 | 1930 | 1950 | 1961 | 1970 | 1980 | 1991 | 2001 | 2011 | 2021 |
| -------------- | ---- | ---- | ---- | ---- | ---- | ---- | ---- | ---- | ---- | ---- | ---- | ---- | ---- | ---- | ---- |
| Počet obyvatel | 201  | 209  | 178  | 179  | 185  | 188  | 189  | 46   | 72   | 44   | 28   | 17   | 12   | 21   | 24   |
| Počet domů     | 30   | 31   | 32   | 34   | 32   | 34   | 38   | 25   | 25   | 15   | 15   | 20   | 21   | 20   | 20   |

## Obecní správa
Při sčítání lidu v roce 1869 Popovice se jako osada neuváděla. V letech 1880–1930 byly samostatnou obcí v okrese Stříbro. V letech 1950–1980 byly částí obce Chrančovice, se kterým patřily nejprve do okresu Stříbro, ale v letech 1961–1980 v okrese Plzeň-sever. Od 1. července 1980 jsou částí města Všeruby v okrese Plzeň-sever.

## Další fotografie

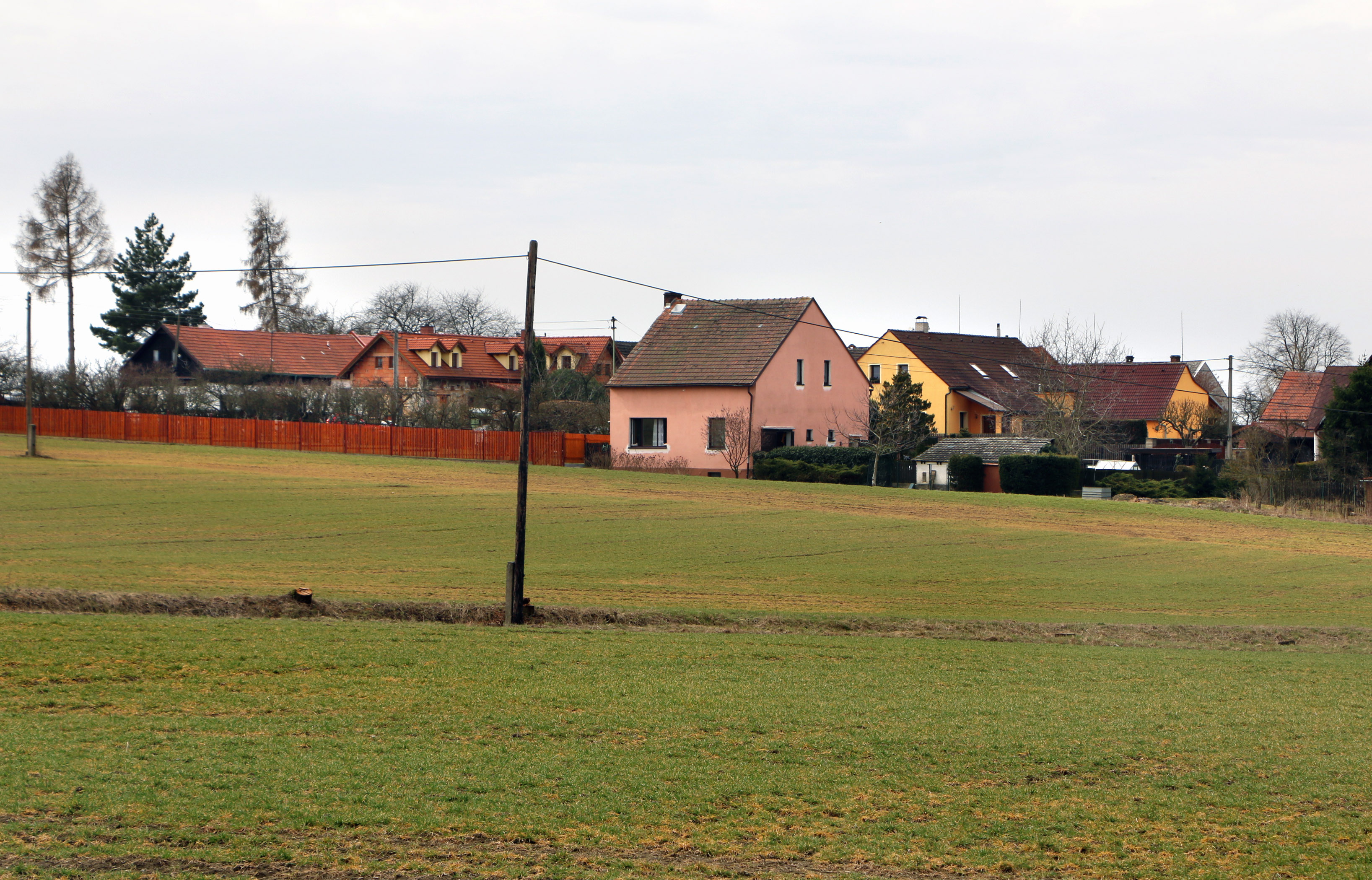
Jižní část vesnice
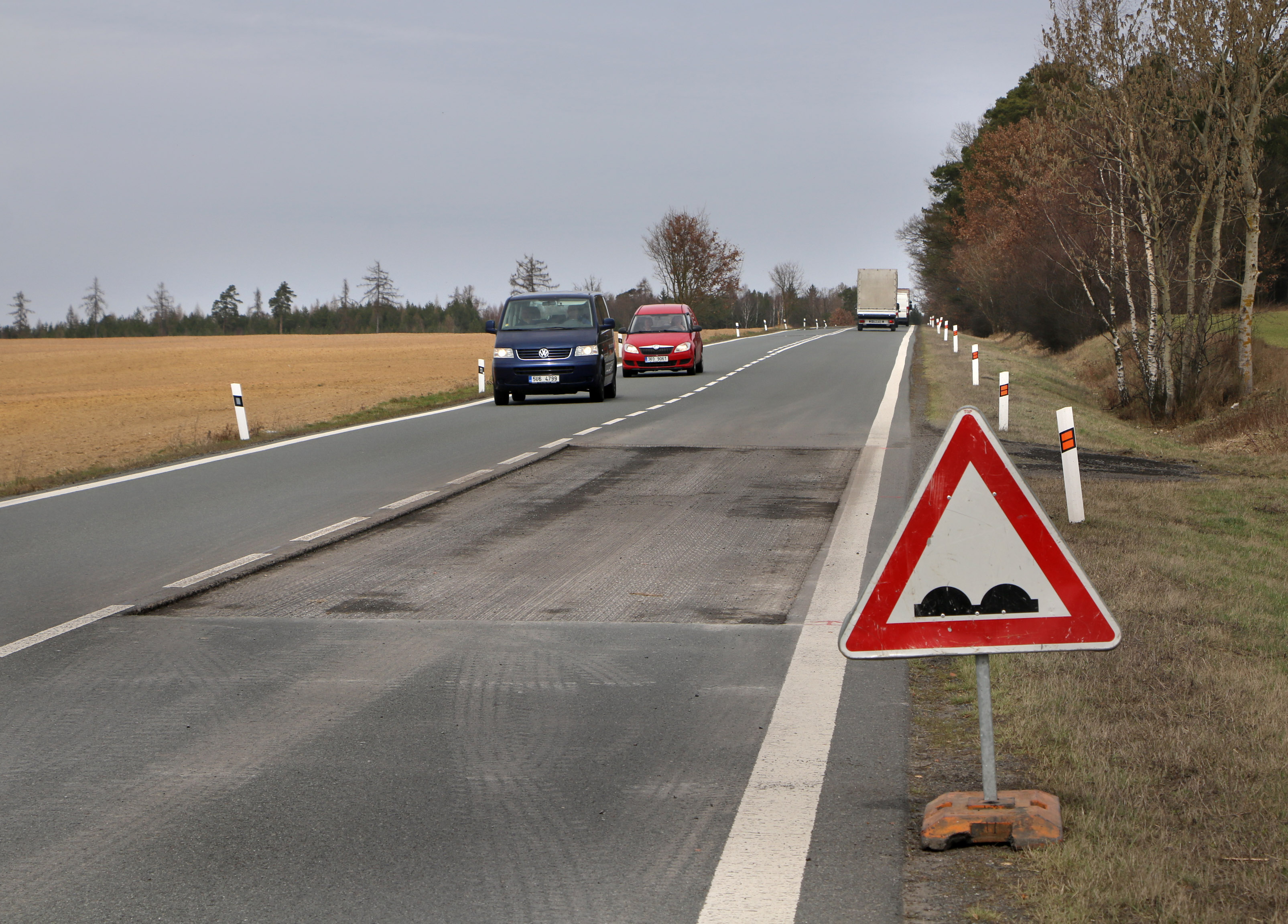
Silnice I. třídy č. 20 vedle vesnice